# Rabotte picarde
La rabotte picarde ou pomme en chemise est une spécialité culinaire de la Picardie. C'est un dessert à base de pommes.

## Caractéristiques
Une pomme évidée est posée sur un carré de pâte feuilletée. Dans la cavité centrale, on verse du sucre avec de la cannelle et une noisette de beurre. La pâte est rabattue autour de la pomme, le tout est cuit 30 à 40 min au four. Il est possible de décorer l'ensemble ainsi composé avec des motifs réalisés avec les restes de pâte.

## Variantes
On peut également couper les pommes en deux moitiés avant de les évider ou les couper en fines lamelles qu'on superpose pour reconstituer la pomme. Dans la partie évidée, on peut placer un fruit tel un pruneau ou de la confiture, de la pâte d'amande, pour éviter que la pomme s'affaisse à la cuisson.

## Historique
L'origine de la rabotte picarde est inconnue. Elle était autrefois confectionnée à partir de restes de pâte à tarte. La rabotte est parfois appelée « talibur » en Picardie.

## Pâtisseries apparentées
Ce dessert s'apparente notamment à la rombosse, dessert belge.

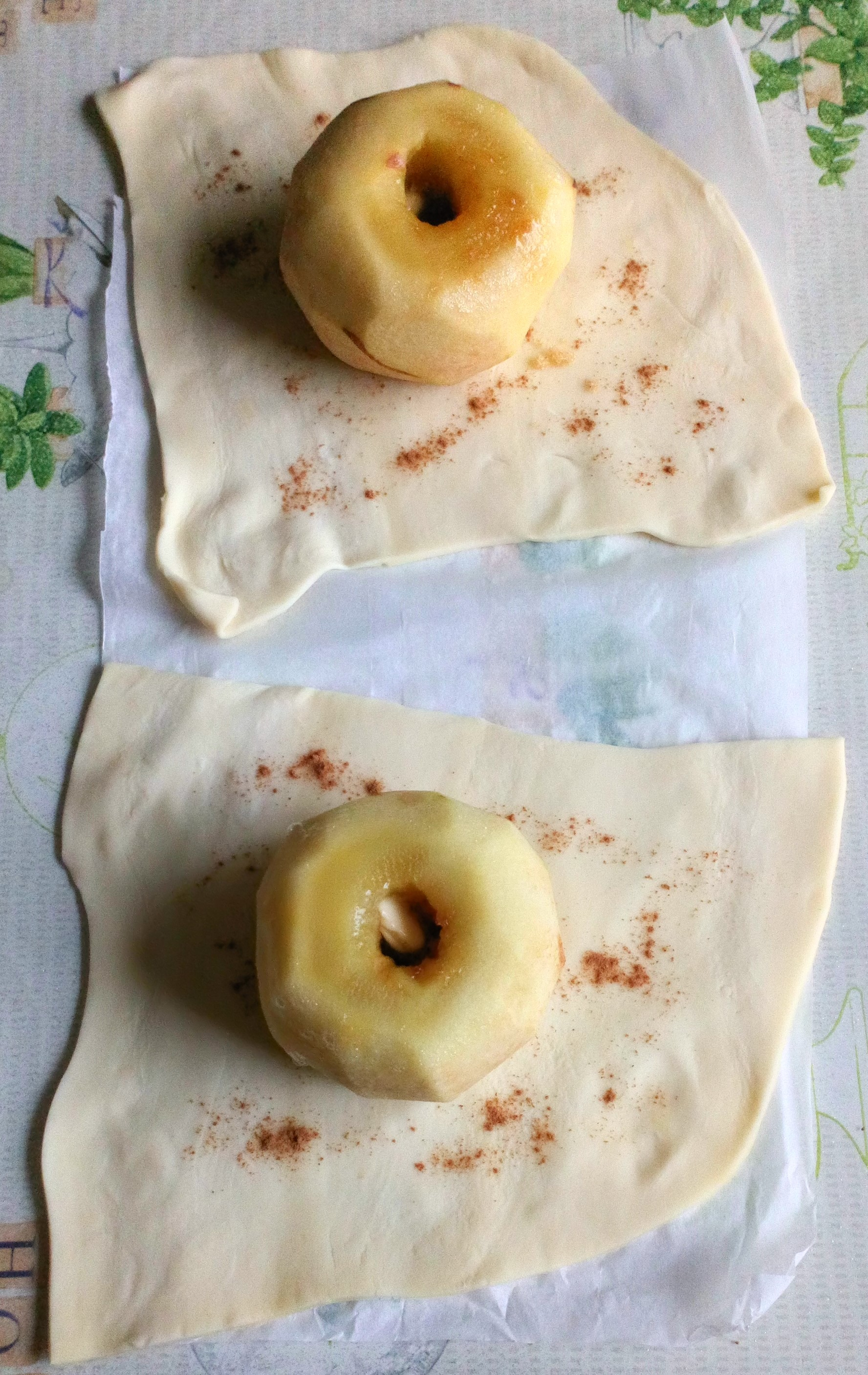
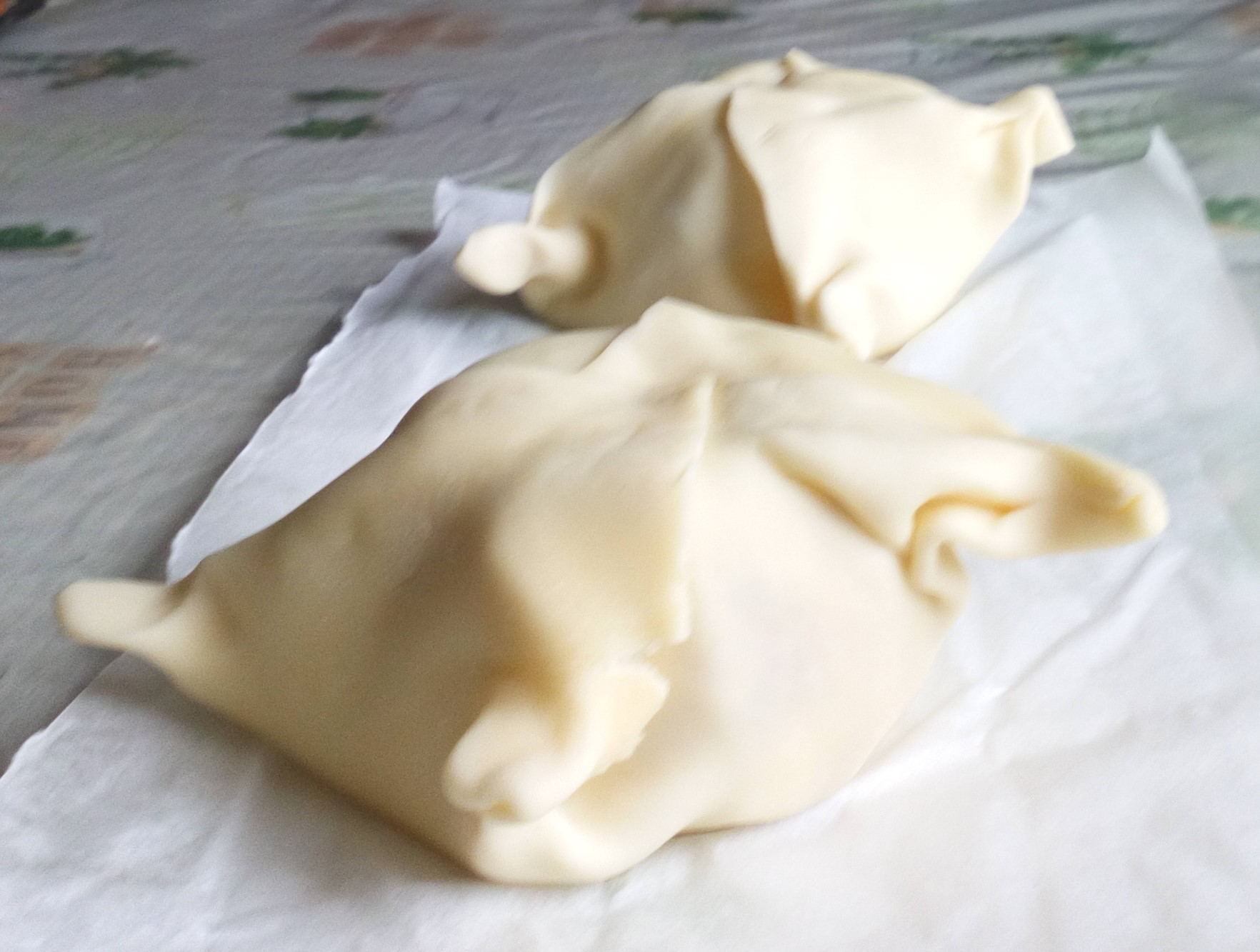
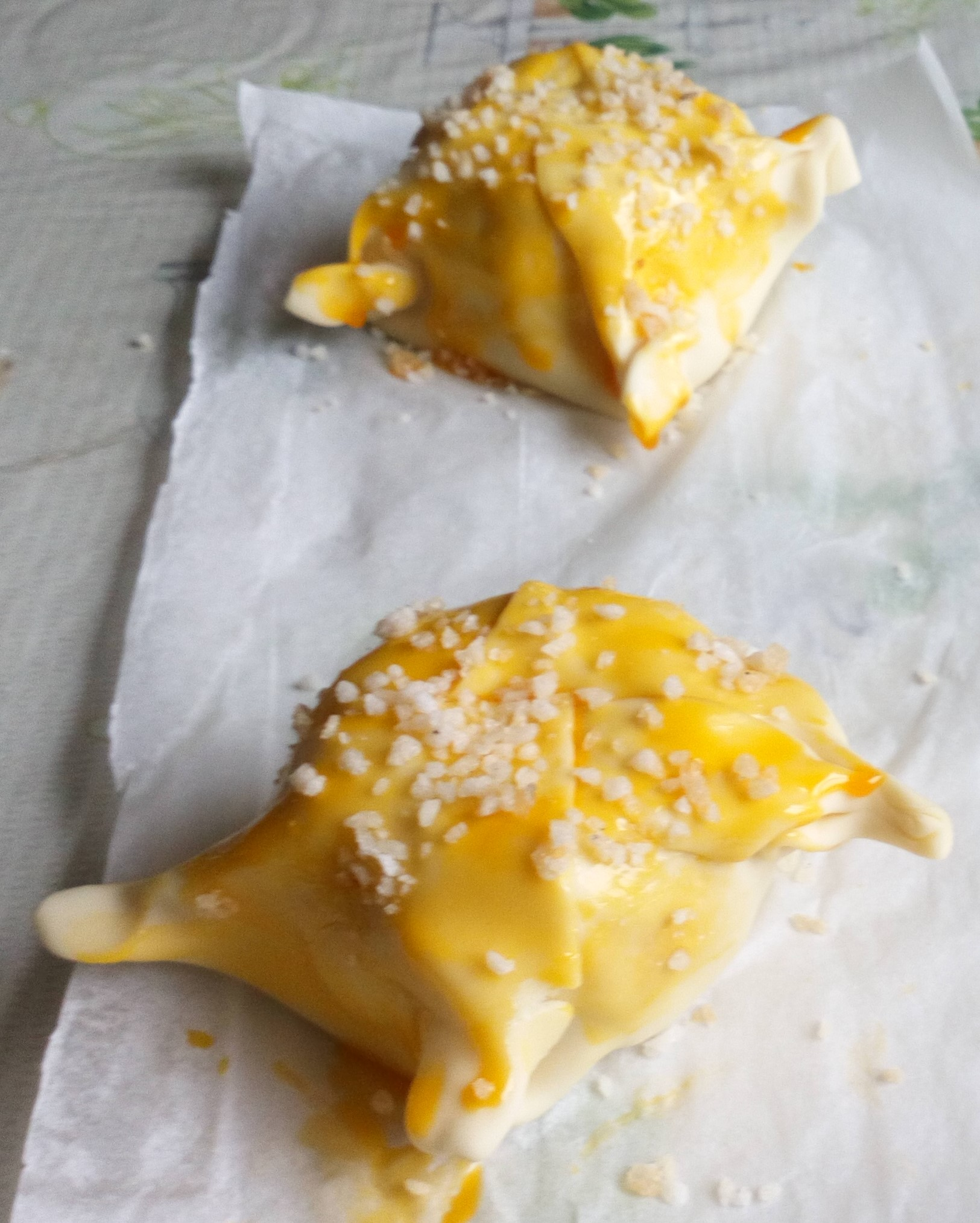
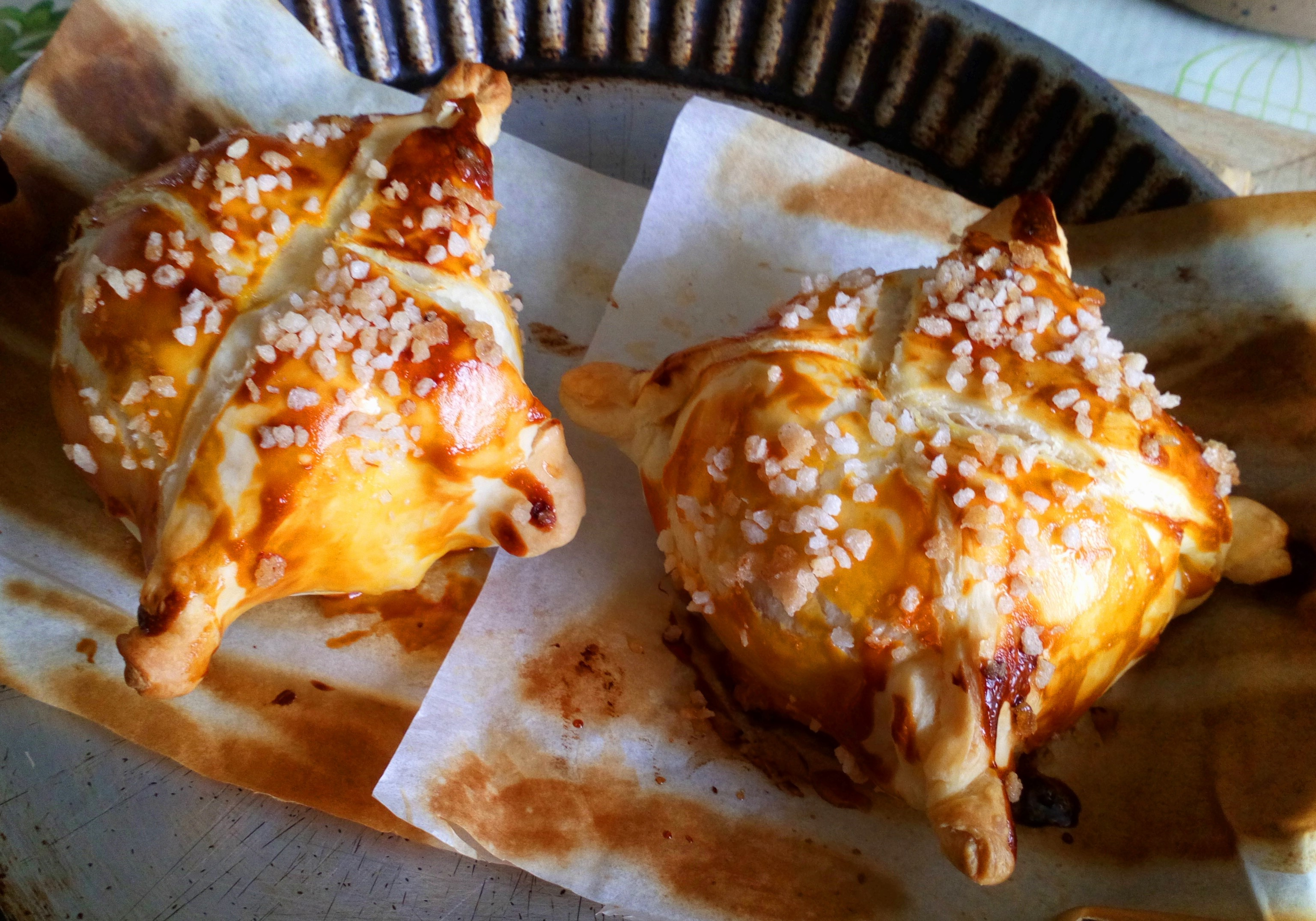